# Börje Ahlstedt
Nils Börje Ahlstedt est un acteur suédois, né le 21 février 1939 à Stockholm (Suède).

## Biographie
Börje Ahlstedt est notamment connu pour avoir travaillé avec le réalisateur et scénariste Ingmar Bergman dans des films comme Fanny et Alexandre (1982), Les Meilleures Intentions (1992), Les Enfants du dimanche (1992) et Sarabande (2003). Il a également travaillé avec les réalisateurs Bo Widerberg et Kay Pollak. Il apparaît aussi dans de nombreux téléfilms.
Il a suivi les cours du Théâtre dramatique royal entre 1962 et 1965 et appartient à la troupe du théâtre depuis.

## Filmographie
- 1967 : Je suis curieuse, jaune de Vilgot Sjöman
- 1968 : Je suis curieuse, bleue de Vilgot Sjöman
- 1969 : Vous mentez ! : Bjoern Vilson
- 1975 : A Guy and a Gal (En kille och en tjej, littéralement : Un jeune homme et une jeune fille) : le frère de Lasse
- 1980 : Fais donc l'amour, on n'en meurt pas ! (Marmeladupproret) d'Erland Josephson : le photographe
- 1982 : Fanny et Alexandre d'Ingmar Bergman : Carl Ekdahl
- 1983 : Limpan a faim : Edin
- 1984 : Ronya, la fille du brigand (Ronja Rövardotter) de Tage Danielsson
- 1992 : Les Meilleures Intentions de Bille August : Carl Åkerblom
- 1997 : En présence d'un clown (Larmar och gör sig till) d'Ingmar Bergman : Carl Åkerblom
- 1999 : Magnetisørens femte vinter de Morten Henriksen : Apotekaren
- 2003 : Sarabande d'Ingmar Bergman : Henrik
- 2007 : Exit : Wilhelm Rahmberg
- 2013 : I lossens time de Søren Kragh-Jacobsen